# Constantí VII Porfirogènit
Constantí VII Porfirogènit (Κωνσταντῖνος Ζ΄ Πορφυρογέννητος, Kōnstantinos VII Porphyrogennētos), fou el quart emperador romà d'Orient de la dinastia macedònica. La major part de la seva vida el govern de l'Imperi va estar sota regents, durant un temps va estar apartat per la usurpació del seu sogre i el 945 va assumir el poder en solitari. Va ser un home culte i escriptor de llibres d'història. Fou estimat pels seus súbdits, ja que es va preocupar per la justícia i per restituir les terres que anteriorment havien estat expropiades. Sobre la seva mort es va dir que l'havien enverinat, cosa que no s'ha pogut demostrar.

## Orígens
Constantí era el fill il·legítim de Lleo VI fruit del matrimoni no canònic amb Zoè Carbonopsina. Per tal de donar una aparença de legitimitat, el nen va néixer a l'anomenat "saló de pòrfir" (πόρφυρα) del palau imperial, d'on li va venir el sobrenom de Porfirogènit.

## Períodes de regències
El 15 de maig del 908, amb només dos anys, Lleó VI el va proclamar simbòlicament emperador, perquè quedés clara la seva intenció que el succeís. L'11 de maig del 912 Lleó va morir i va assumir el tron el seu germà Alexandre, de quaranta-dos anys. Al juny de l'any següent, Alexandre va emmalaltir i, sentint que anava a morir, va nomenar un consell de regència perquè pogués succeir-li el seu nebot Constantí. Aquest consell estava format per set homes: el patriarca Nicolau el Místic, els dos magistroi Joan Eladas i Esteve, el rhaiktor Joan Lazanes, Eutimi, Basilitzes i Gabrielopoulos. Poc després de morir Alexandre, el regnat de Constantí VII es va iniciar havent de fer front a la sublevació de Constantí Ducas, a partir de llavors el patriarca Nicolau el Místic va assumir una posició dominant entre la resta dels comissionats regents.
El patriarca Nicolau es va veure forçat a fer la pau amb el Tsar Simeó de Bulgària, al qual va reconèixer de mala gana com a emperador búlgar. A causa d'aquesta concessió gens popular, la mare de Constantí el va fer fora del consell de regència. Ella tampoc se'n va reeixir amb els búlgars, els quals l'any 917 van derrotar el principal general de l'exèrcit romà d'Orient Lleó Focas.

## Usurpació del tron
El 919 l'emperadriu vídua Zoè Carbonopsina, va arranjar el matrimoni del seu fill Constantí amb Helena, la filla del general Romà I Lecapè. El sogre de Constantí, en un cop d'estat el maig del 919, va demanar el títol del basileopatōr ('pare de l'emperador'), el setembre del 920 va exigir el títol de cèsar i el desembre d'aquell any fou declarat coemperador. Quan tot just arribava a la majoria d'edat, Constantí VII va ser exclòs del govern pel seu sogre i el va limitar a un retirament honorari a palau, quedant en els anys successius el quart en la línia successòria, ja que els fills del seu sogre (Cristòfol, Esteve i Constantí) van ser nomenats augusts, és a dir hereus de l'imperi. Romà Lecapè va governar fins al 944, quan fou deposat i exiliat pels seus fills augusts Esteve Lecapè i Constantí Lecapè que esperaven ser reconeguts emperadors, però l'exèrcit i el poble van donar suport a Constantí, que va sortir del seu retirament per agafar el poder, va detenir els colpistes i els va desterrar.

## Retorn de Constantí

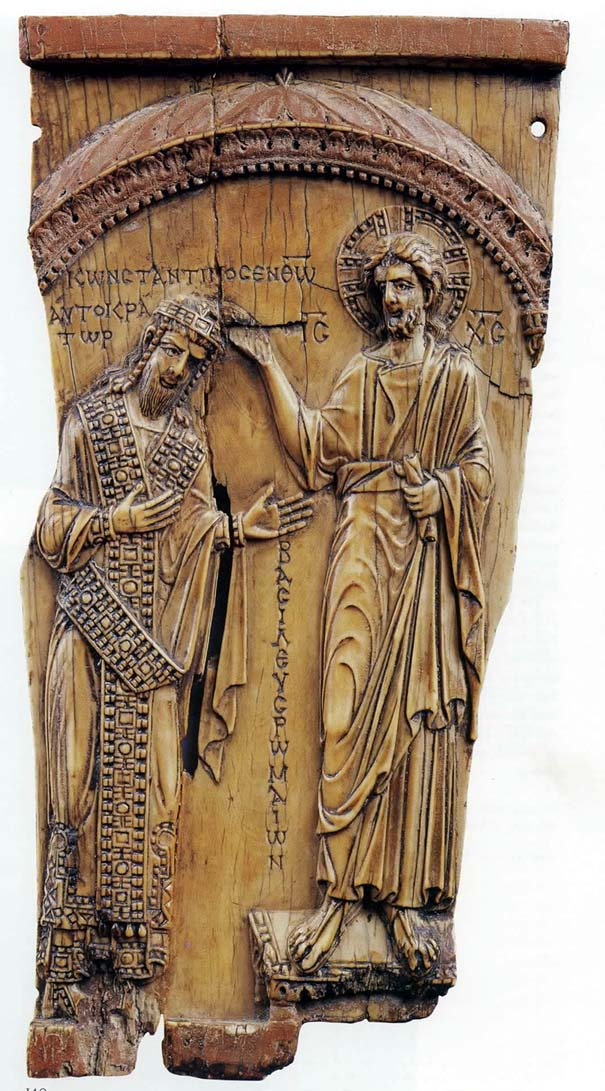
Crist beneint l'emperador Constantí VII (Museu Puixkin)

El 27 de gener del 945 va ser coronat emperador amb el nom de Constantí VII; tenia 39 anys. Durant els anys de retirament havia estudiat molt però no per això fou un gran emperador. Tenia bones qualitats: humanitat, amor a la justícia, sentit de l'ordre, passió per les arts i la literatura, però no tenia capacitat de comandament, i va donar càrrecs a moltes persones que no ho mereixien, encara que també va tenir ministres i generals competents. L'administració fou en general millor del que calia esperar.
La guerra amb els àrabs de Síria fou victoriosa, dirigida per Lleó i Nicèfor els fills de Bardes Focas; al Regne d'Ibèria es va reconèixer la supremacia romana d'Orient, i es van concertar aliances amb petxenegs i búlgars. Va enviar una delegació amistosa al califa de Còrdova Abd-ar-Rahman III, que fou rebuda i hostatjada a Qurtuba. Ambaixadors del califa de Bagdad i del califa fatimita foren rebuts a palau, igual que de l'emperador germànic Otó el gran (l'ambaixador Luitprand va deixar escrita una relació de la seva ambaixada coneguda com a Annales Luitpranli). Constantí va restaurar als propietaris d'hisendes que havien estat expropiats durant les revoltes i estaven en poder d'usurpadors o lladres, o de gent sense títol.
La tardor del 957 Constantí va rebre la visita d'Olga de Kíev, regent de la Rus de Kíev. Els motius d'aquest viatge no han quedat clars als historiadors, però el cas és que ella fou batejada a Constantinoble amb el nom d'Helena i Constantí en va ser el padrí. En aquest viatge va captar romans d'Orient per fer de missioners al seu país i convertir-los al cristianisme. Segons la llegenda, Constantí VII que era vidu, es va enamorar d'aquesta dona, però ella el va rebutjar i va emprar el bateig com a excusa tot dient que seria inapropiat casar-se amb el seu padrí.
El seu regnat pot considerar-se profitós per l'imperi; la mort de Simeó, tsar de Bulgària, debilità molt aquell regne que restà sumit en la inacció; els seus generals refusaren la invasió dels magiars (958, 961 i 962) i la influència romana d'Orient es deixà sentir fins i tot a Rússia, després de la derrota d'Igov, enfront de Constantinoble, que procurà arribar a una aliança amb l'imperi (941), convertint la tsarina Olga a la religió ortodoxa, i si bé els àrabs seguiren ocupant la Sicília i part d'Itàlia, les victòries assolides per Nicèfor Focas, i Bardes Focas sobre l'emir d'Alep, Amdanides Seif Eddauled, restabliren el prestigi de l'exèrcit imperial des d'Armènia fins al Caucas.

## Descendència
Del seu matrimoni amb Helena va tenir un fill i quatre filles:
- Romà II, qui el va succeir a la seva mort, el qual es va casar amb una plebea (Teòfano) en contra de la voluntat de Constantí VII.
- Teodora, que es va casar amb Joan I Tsimiscés.
- Àgata
- Zoè
- Teòfano

Segons es diu al llibre Theophanes Continuatus, L'esposa de Romà II, quan va ser mare, i per tal d'evitar lluites entre candidats en la successió al tron, va aconsellar al seu marit que obligués les seves germanes a fer-se monges. Teodora, Zoè i Teòfano van ser enviades a un monestir d'Antioquia, mentre que Àgata i Anna van anar a Myrelaion, un convent que havia estat fundat per l'avi matern. Amb els anys, després de la mort de Romà II, Teodora va ser reclamada per casar-se amb el general Joan I Tsimiscés, que havia assumit el títol d'emperador.

## Mort
Constantí va morir el 16 de novembre del 959, a causa d'unes febres que el van tenir al llit durant mesos i, com que la seva nora tenia molts detractors a la cort, es va rumorejar que, ansiosa per l'ascens al tron del seu marit Romà II, l'havia enverinat o que havia induït el seu marit a fer-ho.

## Obra literària
Va ser un apassionat col·leccionista de llibres i sembla que també un excel·lent il·lustrador, a més d'escriure obres pròpies.
Va deixar escrit:
- " Ἱστορικη διήγησις τοῦ βίου καί πράξεων τοῦ Βασιλείου τοῦ ἀοιδίμου βασιλέως" (titulat en llatí: Vita Basilii), la vida de Basili el Macedoni, el seu avi.
- "Περί τῶν Θεμάτων", Sobre els temes, l'origen i significat del substantiu Θέμα (tema) com a nova denominació de les províncies.
- "Sobre l'administració de l'imperi" escrit per donar a conèixer al seu fill l'estat de l'Imperi.
- Βιβλίον Τακτικὸν, τάξιν περιέχον τῶν κατὰ Δάλατταν καὶ γῆν μαχομένων, normalment anomenat Tactica («Tàctica»), un assaig en l'art de la guerra per terra i mar.
- "Βιβλίον Στρατηγικὸν περὶ ἐθῶν διαφόρων ἐθνῶν normalment anomenat", Strategica («Estratègia») un tractat sobre les formes de fer la guerra a les diferents nacions.
- " Ἔκθεσις τῆς Βασιλείου Τάξεως ", De Ceremoniis Aulae Byzantinae, un tractat sobre les cerimònies imperials.[9]

Constantí VII va comprendre que si no es feien còpies d'autors antics les seves obres es perdrien per a sempre, per tant va ordenar compilar treballs de diversos historiadors:
- "Collectanea et Excerpta Historico-Politica et Morali" de la qual es conserven dos llibres, el 27è, " Περὶ Πρεσβειῶν" (De Legationibus) i el 50è, "Περὶ Ἀρετῆς καὶ Κακίας", De Virtute et Vitio.
- " Ἱππιατρικά ", De Medicina Veterinaria .
- "Γεωπονικά", De Re Rustica, atribuït a Bas Cassià.

Els annals de Teòfanes foren continuats per ordre de Constantí que va induir també a Josep Genesi (Josephus Genesius) a escriure els seus annals entre Lleó l'Armeni i Basili Macedó.